# 新潟労災病院
新潟労災病院（にいがたろうさいびょういん）は、独立行政法人労働者健康安全機構が新潟県上越市東雲町に設置する病院。
2025年度中に閉院。2013年には常勤医は40人いたが、退職などで2022年には11人いた。

## 診療科
- 内科[3]
- 消化器内科[3]
- 小児科[3]
- 精神科[3]
- 外科[3]
- 整形外科[3]
- 脳神経外科[3]
- 呼吸器外科[3]
- 心臓血管外科[3]
- 婦人科[3]
- 眼科[3]
- 耳鼻咽喉科[3]
- 皮膚科[3]
- 泌尿器科[3]
- リハビリテーション科[3]
- 放射線科[3]
- 麻酔科[3]
- 歯科口腔外科[3]
- 病理診断科[3]

## 医療機関の指定・認定
（下表の出典）
| 保険医療機関                                   | 指定小児慢性特定疾病医療機関                                                   |
| 労災保険指定医療機関                           | 難病の患者に対する医療等に関する法律（平成26年法律第50号）に基づく指定医療機関 |
| 指定自立支援医療機関（更生医療）               | 戦傷病者特別援護法指定医療機関                                                 |
| 指定自立支援医療機関（育成医療）               | 原子爆弾被害者一般疾病医療取扱医療機関                                         |
| 指定自立支援医療機関（精神通院医療）           | 地域医療支援病院                                                               |
| 身体障害者福祉法指定医の配置されている医療機関 | 臨床研修病院（協力型）                                                         |
| 生活保護法指定医療機関                         | DPC対象病院                                                                    |

- 救急告示病院[5]
- このほか、各種法令による指定・認定病院であるとともに、各学会の認定施設でもある。

## 交通アクセス
- 直江津駅南口から南東へ徒歩約7分
- 頸城自動車「労災病院」バス停がロータリー内に設けられており、以下の路線が一部時間帯に限りこのバス停を経由する[6]。
  - 1 上越大通り線（雁子浜東・鵜の浜 - 直江津駅前 - 労災病院前 - 高田駅 - 上越妙高駅） ※平日の一部便のみ
  - 7 春日山・佐内線（上越モール前・悠久の里前 - 中央病院 - 直江津駅前 - 労災病院前 - 佐内入口）
  - 8 佐内・春日山循環線（直江津駅前 - 直江津駅南口 - 労災病院前 - 佐内入口）
  - 10 直江津・浦川原線（マルケーバスセンター - 労災病院前 - 直江津駅前 - 福橋東 - 浦川原BT） ※平日の一部便のみ
  - 20・21 南川線（労災病院前 - 直江津駅前 - 頸城区方面）

## 閉院について
- 医師不足が原因で、2023年6月21日に上越地域医療構想調整会議にて、新潟県立中央病院・上越総合病院、新潟県立柿崎病院、知命堂病院、上越地域医療センター病院を中心に移管することが決まった[7]。